# Piney (Francia)
Piney è un comune francese di 1 288 abitanti situato nel dipartimento dell'Aube nella regione del Grand Est.

## Società

### Evoluzione demografica
Abitanti censiti